# 亞馬遜傘鳥
亞馬遜傘鳥（Cephalopterus ornatus）是一種傘鳥。牠們長50厘米，雄鳥是南美洲雀形目中體型最大的。牠們分為兩個主要群落，一是棲息在亞馬遜盆地近河流的林地及森林，另一是棲息在安地斯山脈東邊。亞馬遜傘鳥差不多完全黑色，頭上有很大的冠，頸上有可膨脹的肉垂，可以加強其聲浪。